# Oratorio rupestre di Pitigliano
L'oratorio rupestre di Pitigliano è un ex edificio sacro situato in uno sperone roccioso sotto al borgo di Pitigliano, nella provincia di Grosseto.
L'oratorio si presenta come una piccola grotta di forma ellissoidale scandita all'interno da semicolonnine e archetti a tutto sesto scolpiti sulla parte di fondo.
Secondo un'interpretazione controversa, un'epigrafe sulla parte destra recherebbe una data del IV secolo.